# جزيرة أم الصبان
جزيرة أم الصبان هي جزيرة في البحرين. تقع قبالة الركن الشمالي الغربي من جزيرة البحرين بالقرب من قرية البديع وشرق جزيرة جدة في الخليج العربي.
الجزيرة ملك خاص للشيخ محمد بن سلمان آل خليفة عم الملك الحالي حمد بن عيسى آل خليفة وشقيقه رئيس الوزراء خليفة بن سلمان آل خليفة. الشيخ محمد قرر تغيير اسمها إلى جزيرة المحمدية على اسمه.
في عقد 1930 قرر حاكم البحرين حمد بن عيسى آل خليفة تقديم الجزيرة كهدية لماكس ثورنبيرغ المسؤول التنفيذي لشركة النفط الأميركي كالتكس حيث استخدمها كمقر لإقامته وعمله.

## سبب التسمية
سبب تسميتها بأم الصبان لتوافر الصبان وهو نوع من القواقع البحرية في ساحلها.